# Champions olympiques italiens
Liste des sportifs italiens (par sport et par chronologie) médaillés d'or lors des Jeux olympiques d'été et d'hiver, à titre individuel ou par équipe, de 1896 à 2008.

## Jeux olympiques d'été

### Athlétisme
| Nom               | Discipline(s)               | Année(s)          |
| ----------------- | --------------------------- | ----------------- |
| Ugo Frigerio      | 3 000 m marche 10 km marche | 1920 · 1920, 1924 |
| Luigi Beccali     | 1 500 m                     | 1932              |
| Trebisonda Valla  | 80 m haies                  | 1936              |
| Adolfo Consolini  | Lancer du disque            | 1948              |
| Giuseppe Dordoni  | 50 km marche                | 1952              |
| Livio Berruti     | 200 m                       | 1960              |
| Abdon Pamich      | 50 km marche                | 1964              |
| Pietro Mennea     | 200 m                       | 1980              |
| Maurizio Damilano | 20 km marche                | 1980              |
| Sara Simeoni      | Saut en hauteur             | 1980              |
| Gabriella Dorio   | 1 500 m                     | 1984              |
| Alberto Cova      | 10 000 m                    | 1984              |
| Alessandro Andrei | Lancer du poids             | 1984              |
| Gelindo Bordin    | Marathon                    | 1988              |
| Stefano Baldini   | Marathon                    | 2004              |
| Ivano Brugnetti   | 20 km marche                | 2004              |
| Alex Schwazer     | 50 km marche                | 2008              |

### Aviron
| Nom                                                                             | Discipline(s)           | Année(s) |
| Ercole Olgeni Giovanni Scatturin Guido De Filip                                 | Deux avec barreur (H)   | 1920     |
| Valerio Perentin Giliante D'Este Nicolò Vittori Giovanni Delise Renato Petronio | Quatre avec barreur (H) | 1928     |
| Giuseppe Moioli Elio Morille Giovanni Invernizzi Francesco Faggi                | Quatre sans barreur (H) | 1948     |
| Alberto Winkler Romano Sgheiz Angelo Vanzin Franco Trincavelli Ivo Stefanoni    | Quatre avec barreur (H) | 1956     |
| Primo Baran Renzo Sambo Bruno Cipolla                                           | Deux avec barreur (H)   | 1968     |
| Carmine Abbagnale Giuseppe Abbagnale Giuseppe Di Capua                          | Deux avec barreur (H)   | 1984     |
| Carmine Abbagnale Giuseppe Abbagnale Giuseppe Di Capua                          | Deux avec barreur (H)   | 1988     |
| Agostino Abbagnale Davide Tizzano Gianluca Farina Piero Poli                    | Quatre de couple (H)    | 1988     |
| Agostino Abbagnale Davide Tizzano                                               | Deux de couple (H)      | 1996     |
| Agostino Abbagnale Alessio Sartori Rossano Galtarossa Simone Raineri            | Quatre de couple (H)    | 2000     |

### Boxe
| Nom                 | Discipline(s)      | Année(s) |
| Vittorio Tamagnini  | Poids coq          | 1928     |
| Carlo Orlandi       | Poids légers       | 1928     |
| Piero Toscani       | Poids moyens       | 1928     |
| Ulderico Sergo      | Poids coq          | 1936     |
| Ernesto Formenti    | Poids plume        | 1948     |
| Aureliano Bolognesi | Poids légers       | 1952     |
| Francesco Musso     | Poids plume        | 1960     |
| Giovanni Benvenuti  | Poids mi-moyens    | 1960     |
| Franco De Piccoli   | Poids lourds       | 1960     |
| Fernando Atzori     | Pods mouche        | 1964     |
| Cosimo Pinto        | Poids mi-lourds    | 1964     |
| Patrizio Oliva      | Poids super-légers | 1980     |
| Maurizio Stecca     | Poids coq          | 1984     |
| Giovanni Parisi     | Poids plume        | 1988     |
| Roberto Cammarelle  | Poids super-lourd  | 2008     |

### Canoë-Kayak
| Nom                            | Discipline(s)        | Année(s) |
| Pierpaolo Ferrazzi             | K-1 Slalom 500 m (H) | 1992     |
| Antonio Rossi                  | K-1 500 m (H)        | 1996     |
| Daniele Scarpa Antonio Rossi   | K-21 000 m (H)       | 1996     |
| Antonio Rossi Beniamino Bonomi | K-21 000 m (H)       | 2000     |
| Josefa Idem                    | K-1 500 m (F)        | 2000     |

### Cyclisme

#### Cyclisme sur piste
| Nom                                                                       | Discipline(s)              | Année(s) |
| Primo Magnani, Arnaldo Carli, Ruggero Ferrario, Franco Giorgetti          | Poursuite par équipe (H)   | 1920     |
| Francesco Zucchetti, Angelo de Martini, Alfredo Dinale, Aleardo Menegazzi | Poursuite par équipe (H)   | 1924     |
| Cesare Facciani, Giacomo Gaioni, Mario Lusiani, Luigi Tasselli            | Poursuite par équipe (H)   | 1928     |
| Paolo Pedretti, Nino Borsari, Marco Cimatti, Alberto Ghilardi             | Poursuite par équipe (H)   | 1932     |
| Mario Ghella                                                              | Vitesse individuelle (H)   | 1948     |
| Renato Perona, Ferdinando Terruzzi                                        | Tandem (H)                 | 1948     |
| Enzo Sacchi                                                               | Vitesse individuelle (H)   | 1952     |
| Marino Morettini, Loris Campana, Mino De Rossi, Guido Messina             | Poursuite par équipe (H)   | 1952     |
| Leandro Faggin                                                            | Kilomètre (H)              | 1956     |
| Valentino Gasparella, Antonio Domenicali, Leandro Faggin, Franco Gandini  | Poursuite par équipe (H)   | 1956     |
| Sante Gaiardoni                                                           | Kilomètre (H)              | 1960     |
| Sante Gaiardoni                                                           | Vitesse individuelle (H)   | 1960     |
| Giuseppe Beghetto, Sergio Bianchetto                                      | Tandem (H)                 | 1960     |
| Marino Vigna, Luigi Arienti, Franco Testa, Mario Vallotto                 | Poursuite par équipe (H)   | 1960     |
| Giovanni Pettenella                                                       | Vitesse individuelle (H)   | 1964     |
| Sergio Bianchetto, Angelo Damiano                                         | Tandem (H)                 | 1964     |
| Giovanni Lombardi                                                         | Course aux points (H)      | 1992     |
| Andrea Collinelli                                                         | Poursuite individuelle (H) | 1996     |
| Silvio Martinello                                                         | Course aux points (H)      | 1996     |
| Antonella Bellutti                                                        | Poursuite individuelle (F) | 1996     |
| Antonella Bellutti                                                        | Course aux points (F)      | 2000     |

#### Cyclisme sur route
| Nom                                                                | Discipline(s)         | Année(s) |
| Attilio Pavesi                                                     | Course en ligne (H)   | 1932     |
| Giuseppe Olmo, Attilio Pavesi, Guglielmo Segato                    | Course par équipe (H) | 1932     |
| Ercole Baldini                                                     | Course en ligne (H)   | 1956     |
| Livio Trapè, Antonio Bailetti, Ottavio Cogliati, Giacomo Fornoni   | 100 km par équipe (H) | 1960     |
| Mario Zanin                                                        | Course en ligne (H)   | 1964     |
| Pierfranco Vianelli                                                | Course en ligne (H)   | 1968     |
| Marcello Bartalini, Marco Giovannetti, Eros Poli, Claudio Vandelli | 100 km par équipe (H) | 1984     |
| Fabio Casartelli                                                   | Course en ligne (H)   | 1992     |
| Paolo Bettini                                                      | Course en ligne (H)   | 2004     |

#### VTT
| Nom         | Discipline(s)     | Année(s) |
| Paola Pezzo | Cross Country (F) | 1996     |
| Paola Pezzo | Cross Country (F) | 2000     |

### Équitation
| Nom                                                                           | Discipline(s)               | Année(s) |
| Giovanni Giorgio Trissino et Oreste                                           | Saut en hauteur             | 1900     |
| Tommaso Lequio di Assaba et Trebecco                                          | Saut d'obstacles individuel | 1920     |
| Raimondo D'Inzeo et Posillipo                                                 | Saut d'obstacles individuel | 1960     |
| Mauro Checcoli et Surbean                                                     | Concours complet individuel | 1964     |
| Mauro Checcoli et Surbean Paolo Angioni et King Giuseppe Ravano et Royal Love | Concours complet par équipe | 1964     |
| Graziano Mancinelli et Ambassador                                             | Saut d'obstacles individuel | 1972     |
| Federico Euro Roman et Rossinan                                               | Concours complet individuel | 1980     |

### Escrime
| Nom | Discipline(s)             | Année(s) |
| Antonio Conte | Sabre Maitres d'armes (H) | 1900     |
| Nedo Nadi | Fleuret (H)               | 1912     |
| Nedo Nadi | Fleuret (H)               | 1920     |
| Nedo Nadi | Sabre (H)                 | 1920     |
| Aldo Nadi, Nedo Nadi, Abelardo Olivier, Pietro Speciale, Rodolfo Terlizzi, Oreste Puliti, Tommaso Costantino, Baldo Baldi                                              | Fleuret par équipe (H)    | 1920     |
| Aldo Nadi, Nedo Nadi, Abelardo Olivier, Giovanni Canova, Dino Urbani, Tullio Bozza, Andrea Marrazzi, Antonio Allochio, Tommaso Costantino, Paolo Emilio Thaon di Revel | Épée par équipe (H)       | 1920     |
| Aldo Nadi, Nedo Nadi, Francesco Gargano, Oreste Puliti, Italo Santelli, Dino Urbani, Frederico Secondo Ceserano, Baldo Baldi                                           | Sabre par équipe (H)      | 1920     |
| Renato Anselmi, Guido Balzarini, Marcello Bertinetti, Bino Bini, Vincenzo Cuccia, Oreste Moricca, Oreste Puliti, Giulio Sarrocchi                                      | Sabre par équipe (H)      | 1924     |
| Ugo Pignotti, Giulio Gaudini, Giorgio Pessina, Gioacchino Guaragna, Oreste Puliti, Giorgio Chiavacci                                                                   | Fleuret par équipe (H)    | 1928     |
| Carlo Agostoni, Marcello Bertinetti, Giulio Basletta, Giancarlo Cornaggia Medici, Renzo Minoli, Franco Riccardi                                                        | Épée par équipe (H)       | 1928     |
| Gustavo Marzi | Fleuret (H)               | 1932     |
| Giancarlo Cornaggia Medici | Épée (H)                  | 1932     |
| Giulio Gaudini | Fleuret (H)               | 1936     |
| Giorgio Bocchino, Giulio Gaudini, Gioacchino Guaragna, Gustavo Marzi, Manlio Di Rosa, Ciro Verratti                                                                    | Fleuret par équipe (H)    | 1936     |
| Franco Riccardi | Épée (H)                  | 1936     |
| Giancarlo Brusati, Giancarlo Cornaggia Medici, Edoardo Mangiarotti, Alfredo Pezzana, Saverio Ragno, Franco Riccardi                                                    | Épée par équipe (H)       | 1936     |
| Luigi Cantone | Épée (H)                  | 1948     |
| Irene Camber | Fleuret (F)               | 1952     |
| Edoardo Mangiarotti | Épée (H)                  | 1952     |
| Roberto Battaglia, Franco Bertinetti, Giuseppe Delfino, Dario Mangiarotti, Edoardo Mangiarotti, Carlo Pavesi                                                           | Épée par équipe (H)       | 1952     |
| Giancarlo Bergamini, Luigi Carpaneda, Vittorio Lucarelli, Edoardo Mangiarotti, Manlio Di Rosa, Antonio Spallino                                                        | Fleuret par équipe (H)    | 1956     |
| Carlo Pavesi | Épée (H)                  | 1956     |
| Giorgio Anglesio, Franco Bertinetti, Giuseppe Delfino, Edoardo Mangiarotti, Carlo Pavesi, Alberto Pellegrino                                                           | Épée par équipe (H)       | 1956     |
| Giuseppe Delfino | Épée (H)                  | 1960     |
| Giuseppe Delfino, Edoardo Mangiarotti, Fiorenzo Marini, Carlo Pavesi, Alberto Pellegrino, Gianluigi Saccaro                                                            | Épée par équipe (H)       | 1960     |
| Antonella Ragno-Lonzi | Fleuret (F)               | 1972     |
| Michele Maffei, Mario Aldo Montano, Mario Tullio Montano, Rolando Rigoli, Cesare Salvadori                                                                             | Sabre par équipe (H)      | 1972     |
| Fabio Dal Zotto | Fleuret (H)               | 1976     |
| Mauro Numa | Fleuret (H)               | 1984     |
| Mauro Numa, Andrea Borella, Stefano Cerioni, Angelo Scuri, Andrea Cipressa                                                                                             | Fleuret par équipe (H)    | 1984     |
| Marco Marin, Gianfranco Dalla Barba, Giovanni Scalzo, Ferdinando Meglio, Angelo Arcidiacono                                                                            | Sabre par équipe (H)      | 1984     |
| Stefano Cerioni | Fleuret (H)               | 1988     |
| Giovanna Trillini | Fleuret (F)               | 1992     |
| Margherita Zalaffi, Giovanna Trillini, Diana Bianchedi, Francesca Bortolozzi, Dorina Vaccaroni                                                                         | Fleuret par équipe (F)    | 1992     |
| Alessandro Puccini | Fleuret (H)               | 1996     |
| Francesca Bortolozzi Borella, Giovanna Trillini, Valentina Vezzali | Fleuret par équipe (F)    | 1996     |
| Sandro Cuomo, Angelo Mazzoni, Maurizio Randazzo | Épée par équipe (H)       | 1996     |
| Valentina Vezzali | Fleuret (F)               | 2000     |
| Diana Bianchedi, Annamaria Giacometti, Giovanna Trillini, Valentina Vezzali                                                                                            | Fleuret par équipe (F)    | 2000     |
| Angelo Mazzoni, Paolo Milanoli, Maurizio Randazzo, Alfredo Rota | Épée par équipe (H)       | 2000     |
| Valentina Vezzali | Fleuret (F)               | 2004     |
| Salvatore Sanzo, Simone Vanni, Andrea Cassarà | Fleuret par équipe (H)    | 2004     |
| Aldo Montano | Sabre (H)                 | 2004     |
| Matteo Tagliariol | Épée individuel (H)       | 2008     |
| Valentina Vezzali | Fleuret individuel (F)    | 2008     |

### Football
| Nom | Discipline(s) | Année(s) |
| Bruno Venturini, Alfredo Foni, Pietro Rava, Giuseppe Baldo, Achille Piccini, Ugo Locatelli, Annibale Frossi, Libero Marchini, Sergio Bertoni, Carlo Biagi, Francesco Gabriotti, Giulio Cappelli, Alfonso Negro, Luigi Scarabello | Tournoi (H)   | 1936     |

### Gymnastique
| Nom | Discipline(s)                    | Année(s) |
| Alberto Braglia | Concours général (H)             | 1908     |
| Alberto Braglia | Concours général individuel (H)  | 1912     |
| Pietro Bianchi, Guido Boni, Alberto Braglia, Giuseppe Domenichelli, Carlo Fregosi, Alfredo Gollini, Francesco Loi, Luigi Maiocco, Giovanni Mangiante, Lorenzo Mangiante, Serafino Mazzarochi, Guido Romano, Paolo Salvi, Luciano Savorini, Adolfo Tunesi, Giorgio Zampori, Umberto Zanolini, Angelo Zorzi | Concours général par équipes (H) | 1912     |
| Giorgio Zampori | Concours général individuel (H)  | 1920     |
| Arnaldo Andreoli, Ettore Bellotto, Pietro Bianchi, Fernando Bonatti, Luigi Cambiaso, Luigi Contessi, Carlo Costigliolo, Luigi Costigliolo, Giuseppe Domenichelli, Roberto Ferrari, Carlo Fregosi, Romualdo Ghiglione, Ambrogio Levati, Francesco Loi, Vittorio Lucchetti, Luigi Maiocco, Ferdinando Mandrini, Lorenzo Mangiante, Antonio Marovelli, Michele Mastromarino, Giuseppe Paris, Manlio Pastorini, Ezio Roselli, Paolo Salvi, Giovanni Tubino, Giorgio Zampori, Angelo Zorzi | Concours général par équipes (H) | 1920     |
| Francesco Martino | Anneaux (H)                      | 1924     |
| Luigi Cambiaso, Mario Lertora, Vittorio Lucchetti, Luigi Maiocco, Ferdinando Mandrini, Francesco Martino, Giuseppe Paris, Giorgio Zampori | Concours général par équipes (H) | 1924     |
| Romeo Neri | Concours général individuel (H)  | 1932     |
| Oreste Capuzzo, Savino Guglielmetti, Mario Lertora, Romeo Neri, Franco Tognini | Concours général par équipes (H) | 1932     |
| Savino Guglielmetti | Saut de cheval (H)               | 1932     |
| Romeo Neri | Barres parallèles (H)            | 1932     |
| Franco Menichelli | Sol (H)                          | 1964     |
| Jury Chechi | Anneaux (H)                      | 1996     |

### Haltérophilie
| Nom                 | Discipline(s)               | Année(s) |
| Filippo Bottino     | Poids lourds + 825 kg (H)   | 1920     |
| Pierino Gabetti     | Poids plume –60 kg (H)      | 1924     |
| Carlo Galimberti    | Poids moyens 67.5–75 kg (H) | 1924     |
| Giuseppe Tonani     | Poids lourds +825 kg (H)    | 1924     |
| Norberto Oberburger | Poids lourds 100-110 kg (H) | 1984     |

### Judo
| Nom                | Discipline(s)      | Année(s) |
| Ezio Gamba         | Moins de 71 kg (H) | 1980     |
| Giuseppe Maddaloni | Moins de 73 kg (H) | 2000     |
| Giulia Quintavalle | Moins de 57 kg (F) | 2008     |

### Lutte
| Nom             | Discipline(s)                          | Année(s) |
| Enrico Porro    | Lutte gréco-romaine Poids légers       | 1908     |
| Giovanni Gozzi  | Lutte gréco-romaine Poids plume        | 1932     |
| Pietro Lombardi | Lutte gréco-romaine Poids mouche       | 1948     |
| Claudio Pollio  | Lutte libre Poids super-mouche         | 1980     |
| Vincenzo Maenza | Lutte gréco-romaine Poids super-mouche | 1984     |
| Vincenzo Maenza | Lutte gréco-romaine Poids super-mouche | 1988     |
| Andrea Minguzzi | Lutte gréco-romaine Moins de 84 kg (H) | 2008     |

### Natation
| Nom                   | Discipline(s)          | Année(s) |
| Domenico Fioravanti   | 100 m brasse (H)       | 2000     |
| Domenico Fioravanti   | 200 m brasse (H)       | 2000     |
| Massimiliano Rosolino | 400 m quatre nages (H) | 2000     |
| Federica Pellegrini   | 200 m nage libre (F)   | 2008     |

### Pentathlon moderne
| Nom                                                    | Discipline(s)  | Année(s) |
| Daniele Masala                                         | Individuel (H) | 1984     |
| Daniele Masala, Carlo Massullo et Pierpaolo Cristofori | Par équipe (H) | 1984     |

### Plongeon
| Nom           | Discipline(s)       | Année(s) |
| Klaus Dibiasi | Plateforme 10 m (H) | 1968     |
| Klaus Dibiasi | Plateforme 10 m (H) | 1972     |
| Klaus Dibiasi | Plateforme 10 m (H) | 1976     |

### Tir
| Nom                 | Discipline(s)              | Année(s) |
| Renzo Morigi        | Pistolet feu rapide à 25 m | 1932     |
| Galliano Rossini    | Fosse olympique (H)        | 1956     |
| Ennio Mattarelli    | Fosse olympique (H)        | 1964     |
| Angelo Scalzone     | Fosse olympique (H)        | 1972     |
| Luciano Giovannetti | Fosse olympique (H)        | 1980     |
| Luciano Giovannetti | Fosse olympique (Mixte)    | 1984     |
| Roberto Di Donna    | Pistolet 10 m (H)          | 1996     |
| Ennio Falco         | Skeet (H)                  | 1996     |
| Andrea Benelli      | Skeet (H)                  | 2004     |
| Chiara Cainero      | Skeet (F)                  | 2008     |

### Tir à l'arc
| Nom            | Discipline(s)  | Année(s) |
| Marco Galiazzo | Individuel (H) | 2004     |

### Voile
| Nom                                                                                            | Discipline(s)               | Année(s) |
| Giovanni Reggio, Bruno Bianchi, Luigi de Manincor, Domenico Mordini, Luigi Poggi, Enrico Poggi | 8 m mixte                   | 1936     |
| Agostino Straulino, Nicolò Rode                                                                | Star class                  | 1952     |
| Alessandra Sensini                                                                             | Planche à voile Mistral (F) | 2000     |

### Water-polo
| Nom | Discipline(s) | Année(s) |
| Gildo Arena, Emilio Bulgarelli, Pasquale Buonocore, Aldo Ghira, Mario Majoni, Geminio Ognio, Gianfranco Pandolfini, Tullio Pandolfini, Cesare Rubini                                                                                     | Tournoi (H)   | 1948     |
| Amedeo Ambron, Danio Bardi, Giuseppe D'Altrui, Salvatore Gionta, Franco Lavoratori, Gianni Lonzi, Luigi Mannelli, Eraldo Pizzo, Rosario Parmegiani, Dante Rossi, Brunello Spinelli                                                       | Tournoi (H)   | 1960     |
| Francesco Attolico, Alessandro Bovo, Alessandro Campagna, Paolo Caldarella, Massimiliano Ferretti, Giuseppe Porzio, Marco D'Altrui, Mario Fiorillo, Ferdinando Gandolfi, Amedeo Pomilio, Francesco Porzio, Carlo Silipo, Gianni Averaimo | Tournoi (H)   | 1992     |
| Francesca Conti, Martina Miceli, Carmela Allucci, Silvia Bosurgi, Elena Gigli, Manuela Zanchi, Tania Di Mario, Cinzia Ragusa, Giusi Malato, Alexandra Araujo, Maddalena Musumeci, Melania Grego, Noemi Toth                              | Tournoi (F)   | 2004     |

## Jeux olympiques d'hiver

### Bobsleigh
| Noms                                                            | Discipline(s)    | Année(s) |
| Lamberto Dalla Costa Giacomo Conti                              | Bob à deux (H)   | 1956     |
| Eugenio Monti Luciano de Paolis                                 | Bob à deux (H)   | 1968     |
| Eugenio Monti Luciano de Paolis Roberto Zandonella Mario Armano | Bob à quatre (H) | 1968     |
| Günther Huber Antonio Tartaglia                                 | Bob à deux (H)   | 1998     |

### Luge
| Noms                             | Discipline(s) | Année(s) |
| Erika Lechner                    | Simple (F)    | 1968     |
| Paul Hildgartner Walter Plaikner | Double (H)    | 1972     |
| Paul Hildgartner                 | Simple (H)    | 1984     |
| Kurt Brugger Wilfried Huber      | Double (H)    | 1994     |
| Gerda Weissensteiner             | Simple (F)    | 1994     |
| Armin Zöggeler                   | Simple (H)    | 2002     |
| Armin Zöggeler                   | Simple (H)    | 2006     |

### Patinage de vitesse
| Noms                                                               | Discipline(s)            | Année(s) |
| Enrico Fabris                                                      | 1 500 m (H)              | 2006     |
| Stefano Donagrandi Enrico Fabris Matteo Anesi Ippolito Sanfratello | Poursuite par équipe (H) | 2006     |

### Short-track
| Noms                                                                        | Discipline(s)      | Année(s) |
| Maurizio Carnino Diego Cattani Orazio Fagone Hugo Herrnhof Mirko Vuillermin | Relais 5 000 m (H) | 1994     |

### Skeleton
| Noms        | Discipline(s)  | Année(s) |
| Nino Bibbia | Individuel (H) | 1948     |

### Ski alpin
| Noms               | Discipline(s)    | Année(s) |
| Zeno Colò          | Descente (H)     | 1952     |
| Gustav Thöni       | Slalom géant (H) | 1972     |
| Piero Gros         | Slalom (H)       | 1976     |
| Paoletta Magoni    | Slalom (F)       | 1984     |
| Alberto Tomba      | Slalom (H)       | 1988     |
| Alberto Tomba      | Slalom géant (H) | 1988     |
| Alberto Tomba      | Slalom géant (H) | 1992     |
| Josef Polig        | Combiné (H)      | 1992     |
| Deborah Compagnoni | Super G (F)      | 1992     |
| Deborah Compagnoni | Slalom géant (F) | 1994     |
| Deborah Compagnoni | Slalom géant (F) | 1998     |
| Daniela Ceccarelli | Super G (F)      | 2002     |

### Ski de fond
| Noms                                                                  | Discipline(s)        | Année(s) |
| Franco Nones                                                          | 30 km classique (H)  | 1924     |
| Stefania Belmondo                                                     | 30 km libre (F)      | 1992     |
| Maurilio de Zolt Marco Albarello Giorgio Vanzetta Silvio Fauner       | Relais 4 × 10 km (H) | 1994     |
| Manuela Di Centa                                                      | 15 km classique (F)  | 1994     |
| Manuela Di Centa                                                      | 30 km libre (F)      | 1994     |
| Gabriella Paruzzi                                                     | 30 km classique (F)  | 2002     |
| Stefania Belmondo                                                     | 15 km libre (F)      | 2002     |
| Fulvio Valbusa Giorgio Di Centa Pietro Piller Cottrer Christian Zorzi | Relais 4 × 10 km (H) | 2006     |
| Giorgio Di Centa                                                      | 50 km libre (H)      | 2006     |